# Balawat
Balawat est un site archéologique du nord de l'Irak, situé à l'est de Mossoul, qui correspond à l'ancienne ville assyrienne d'Imgur-Enlil (« Enlil a été favorable »). Il est surtout connu pour les bandes de bronze sculptées qui ont été découvertes à l'emplacement de portes monumentales de son palais et de son temple.

## Fouilles

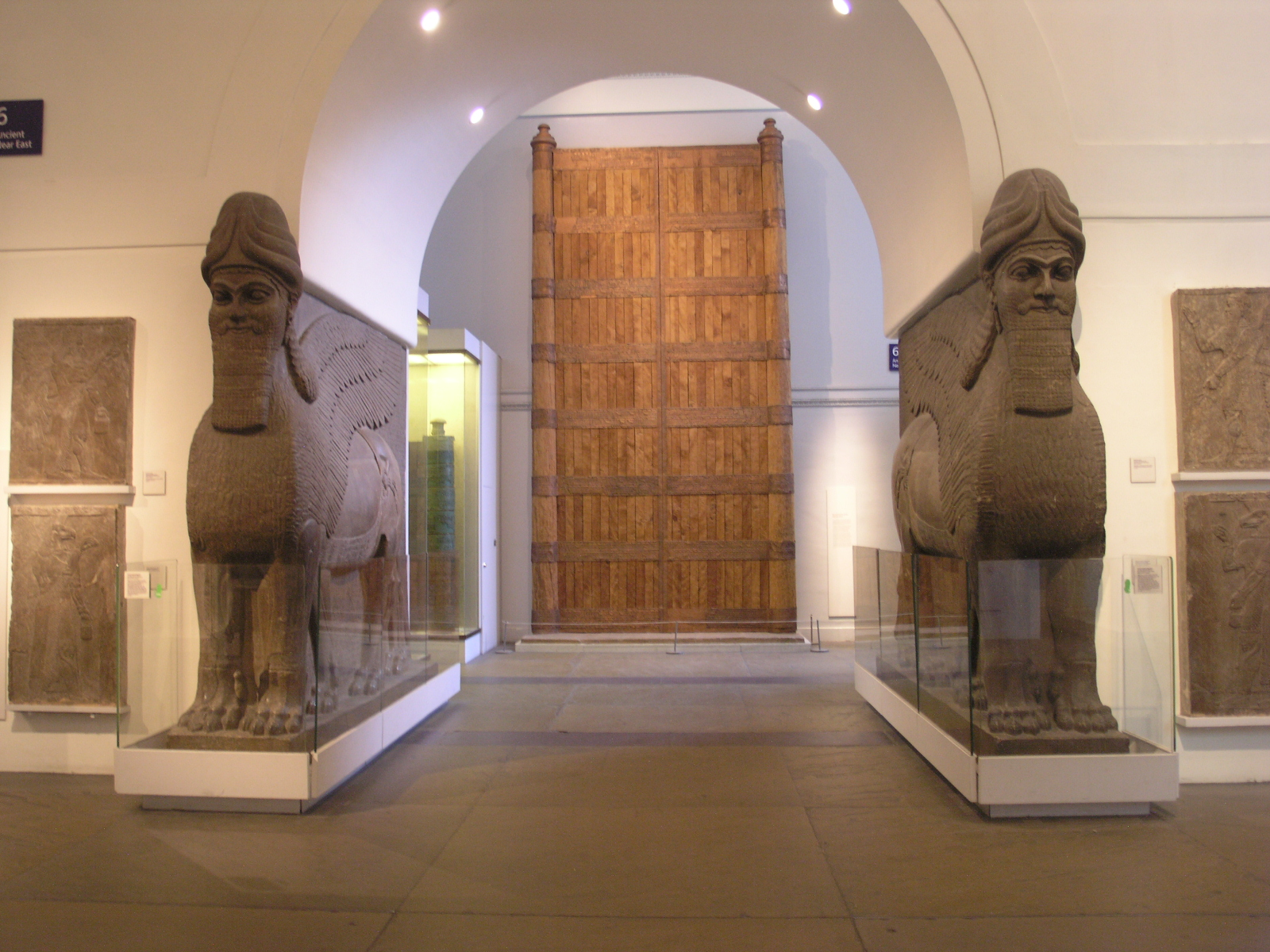
Sculpture assyrienne des portes de Balawat au British Museum de Londres.

Le site a été découvert puis fouillé par Hormuzd Rassam en 1878 puis 1882, et ensuite par Max Mallowan en 1956-1957. Une équipe britannique dirigée par J. Curtis y retourne en 1989 dans le but de préparer des fouilles importantes, qui n'ont pas lieu en raison du déclenchement de la guerre du Golfe. Un sondage est effectué, et D. J. Tucker conduit une prospection au sol du site.

## Le site
Le site a livré des traces d'occupation datant de la période d'Obeïd (Ve millénaire av. J.-C.), de la période d'Uruk (seconde moitié du IVe millénaire av. J.-C.) et de l'époque médio-assyrienne (v. 1400-1000 av. J.-C.). Mais son occupation principale date du IXe siècle av. J.-C., époque de l'empire assyrien (ou néo-assyrienne), quand le site a été reconstruit par le roi Assurnasirpal II (883-859 av. J.-C.) puis par son fils Salmanazar III (858-824 av. J.-C.). Imgur-Enlil est situé à seulement 16 km au nord de Kalkhu (Nimroud), qui devient la capitale de l'empire sous ces rois, et il est possible qu'il serve de résidence royale occasionnelle, notamment pendant la chantier de construction de la nouvelle capitale.
Le site couvrait alors environ 52 hectares enclos dans une muraille. Les prospections réalisées sur cet espace indiquent qu'il est en grande partie non bâti. D. J. Tucker, qui les a conduites, a proposé que certaines représentations d'espaces murés sur les portes de Balawat qui servent de lieu de départ aux campagnes des troupes assyriennes soient des figurations de la ville de Balawat.
Les constructions datées de cette période dégagées sur son tell principal comprennent un palais et un temple dédié au dieu Mamu. Seule une pièce du palais a été fouillée. Le temple en revanche a été suffisamment dégagé pour que son plan soit connu : il comprend une grande cour ouvrant sur son côté nord-est sur une petit sanctuaire, et sur son côté nord-ouest une porte conduisant à une seconde cour. Celle-ci comprend sur son côté nord-ouest une grande porte, où ont été mis au jour des fragments de bandes en bronze sculptées, qui conduit au sanctuaire principal, constitué d'une antichambre large et d'une salle de culte allongée.
La documentation épigraphique qui y a été mise au jour consiste en des inscriptions de fondation ainsi que des tablettes juridiques et administratives de la fin du VIIIe siècle av. J.-C. et du début du VIIe siècle av. J.-C. Le site est alors une agglomération sans doute de taille modeste, située dans la province de Kalkhu.
Le site semble déserté après la destruction de l'empire assyrien à la fin du VIIe siècle av. J.-C. Des poteries peintes datables de la période hellénistique (v. 250-150 av. J.-C.) ont été mises au jour dans le temple.

## Les portes de Balawat
Balawat est surtout connu pour les fragments de plaques en bronze qui ont été découverts dans ses édifices, sur lesquelles étaient sculptées au repoussé des scènes de batailles remportées par Salmanazar III. Elles étaient à l'origine clouées sur des portes en bois constituées par deux vantaux et deux colonnes dont elles épousaient les contours. Deux de ses portes provenaient du palais royal, qui ont été mises au jour par Rassam et ont été transportées à Londres au British Museum où elles ont été restaurées et sont actuellement présentées. Des fragments plus modestes sont également exposés au Musée d'Istanbul. Une autre porte de même type a été retrouvée dans le temple de Mamu lors des fouilles de Mallowan, datée du règne d'Assurnasirpal II, père de Salmanazar III. Elles étaient exposées au Musée de Mossoul où elles ont subi d'importantes dégradations en 2003. Quarante fragments de ces plaques en bronze qui décoraient ces portes sont conservées au Musée du Louvre ; une dizaine de ces fragments s'assemblent.
Les différents registres horizontaux sculptés sur les plaques du palais représentent chacun une campagne différente, accompagnée d'une légende, suivant une disposition similaire débutant par le départ des troupes depuis le camp fortifié (à moins qu'il ne s'agisse de la ville d'Imgur-Enlil servant de lieu de garnison), suivie par la bataille, la prise de la ville ennemie, la déportation des vaincus et enfin la célébration de la victoire par des offrandes aux dieux et l'érection de stèles de victoire. Ils sont séparés par des frises de rosettes. Par leur style comme leur thème, ces scènes renvoient aux bas-reliefs du palais royal de Kalkhu (Nimrud) construit auparavant, ou à ceux sculptés sur l'« obélisque noir » qui leur est contemporain. Des bandes de bronze sculptées similaires ont été mises au jour dans le Palais Nord-Ouest de Nimrud, des temples d'Assur, de Khorsabad et de Tell Haddad, mais leur état de conservation est mauvais.

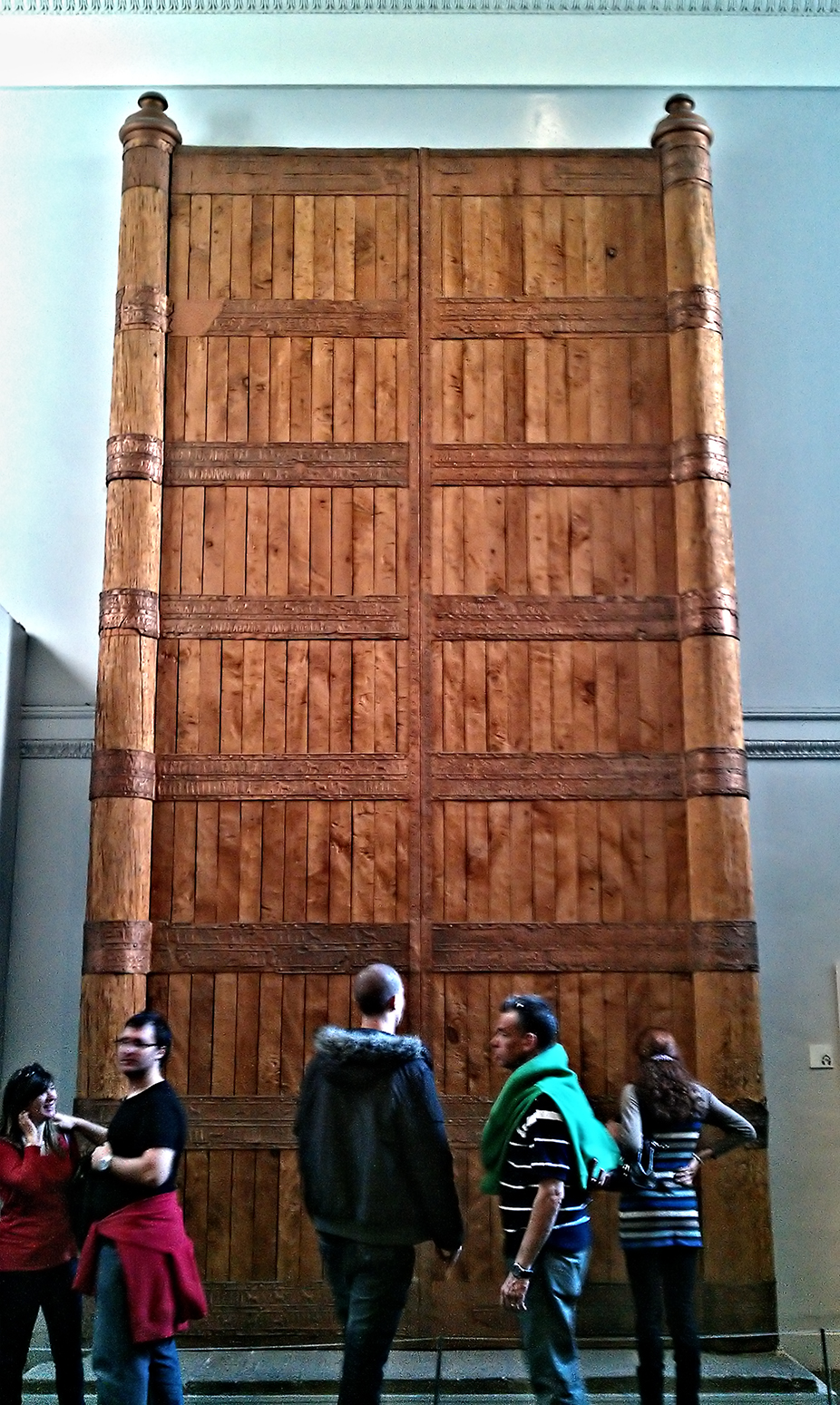
Une des deux portes du palais de Balawat restaurée et exposée au British Museum.
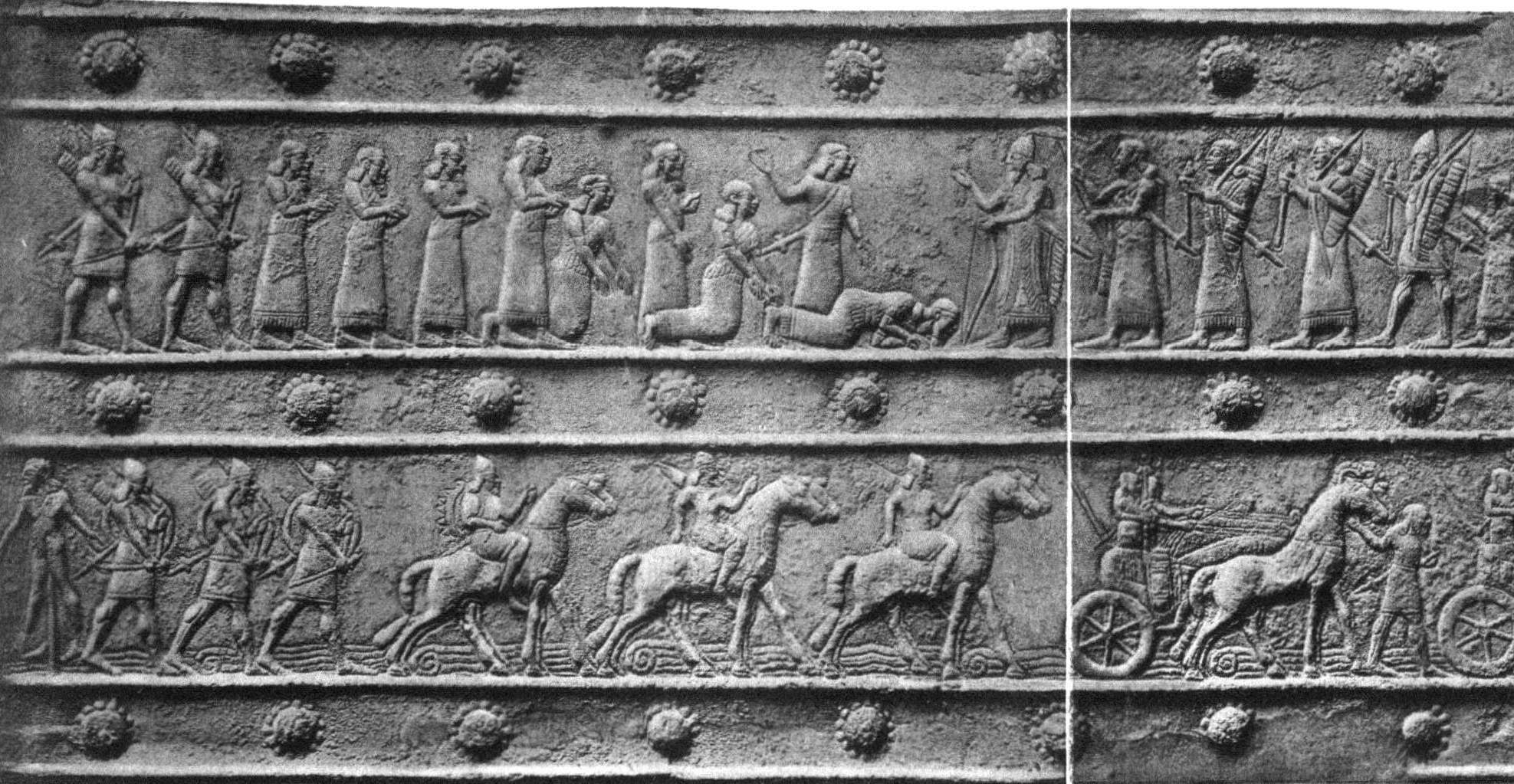
Scène d'hommage au roi (registre supérieur) et cavaliers assyriens (registre inférieur).
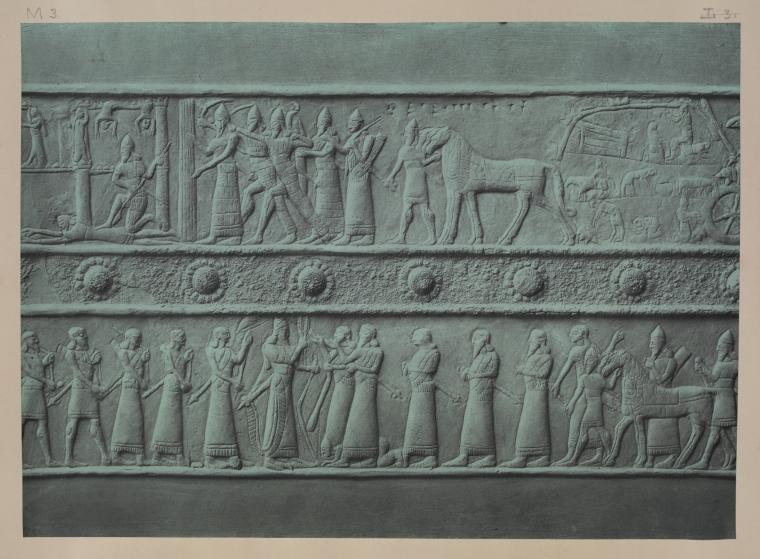
La prise de la ville d'Astamaku.
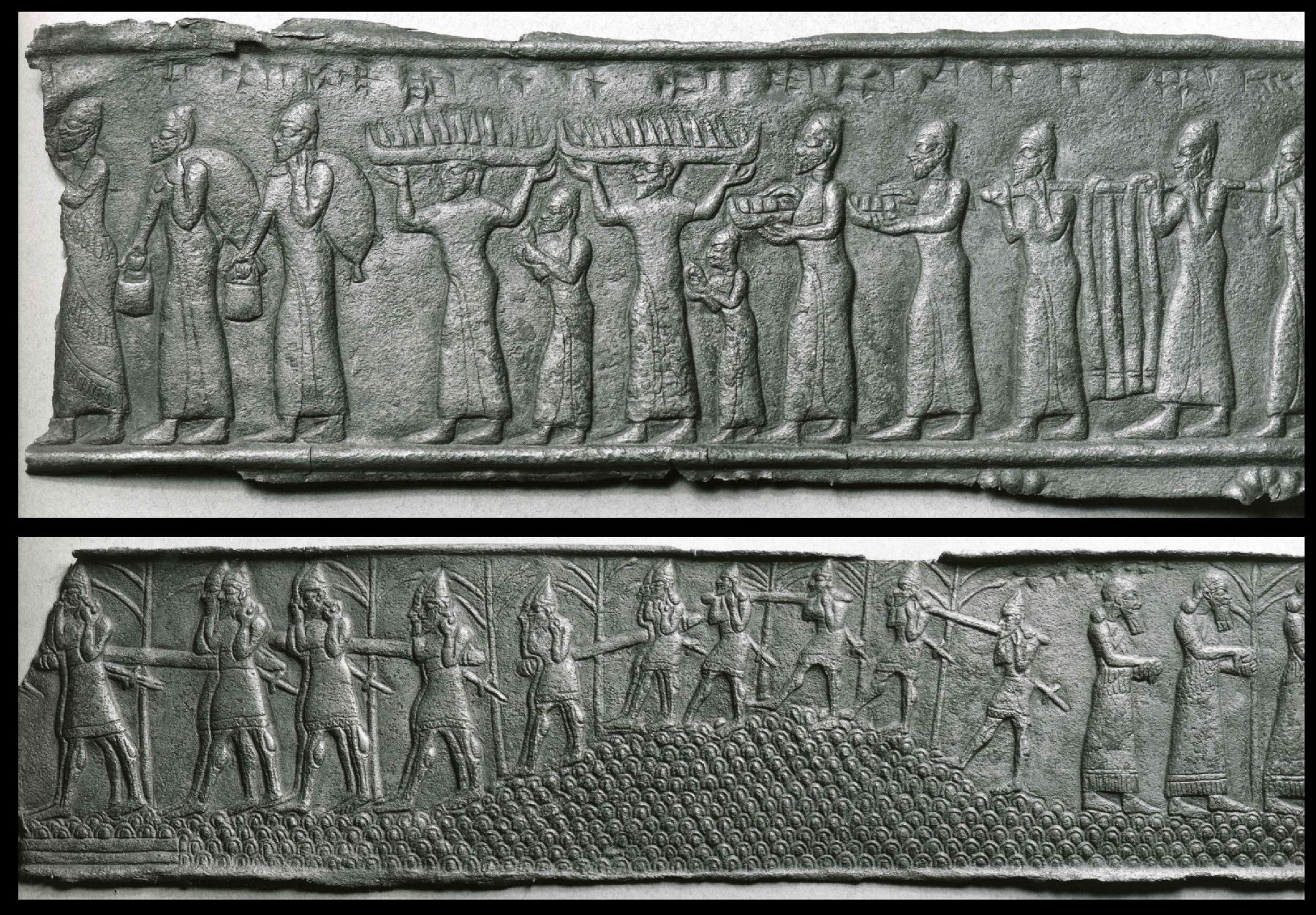
Porteurs de tribut.

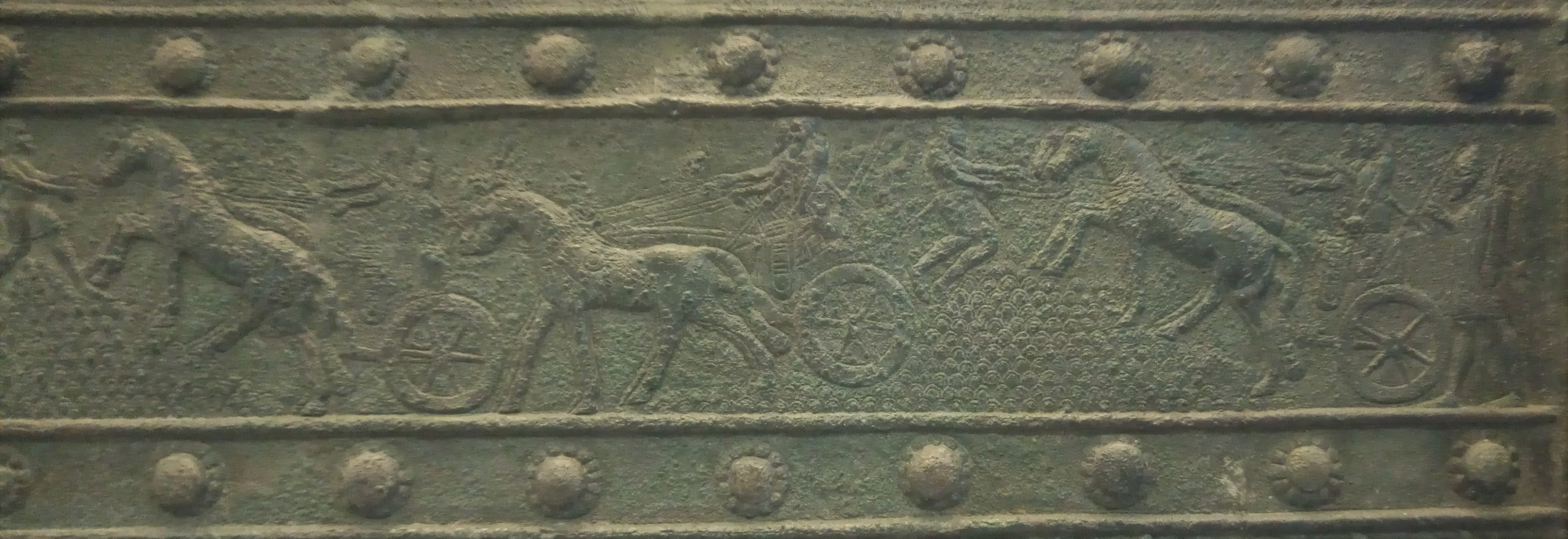
Chars franchissant des montagnes en Urartu, campagne de 858 av. J.-C.
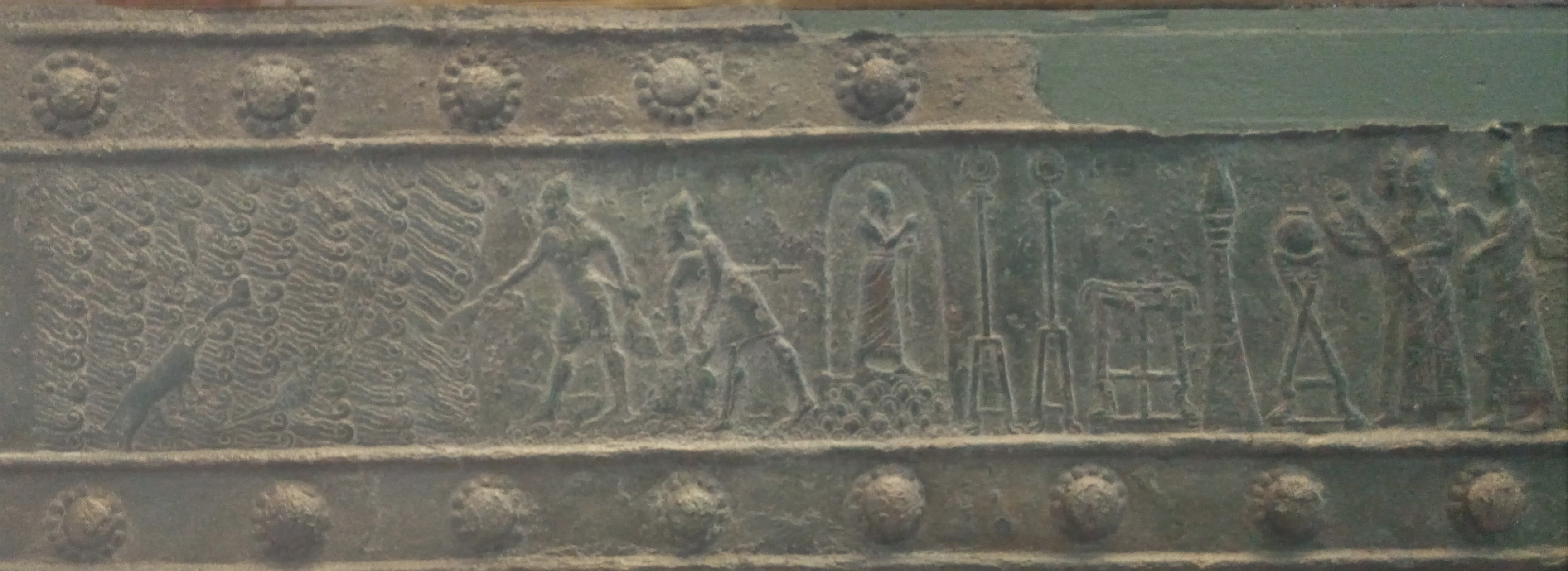
Consécration d'un bas-relief représentant le roi Salmanazar III sur les bords du lac de Van (Urartu).
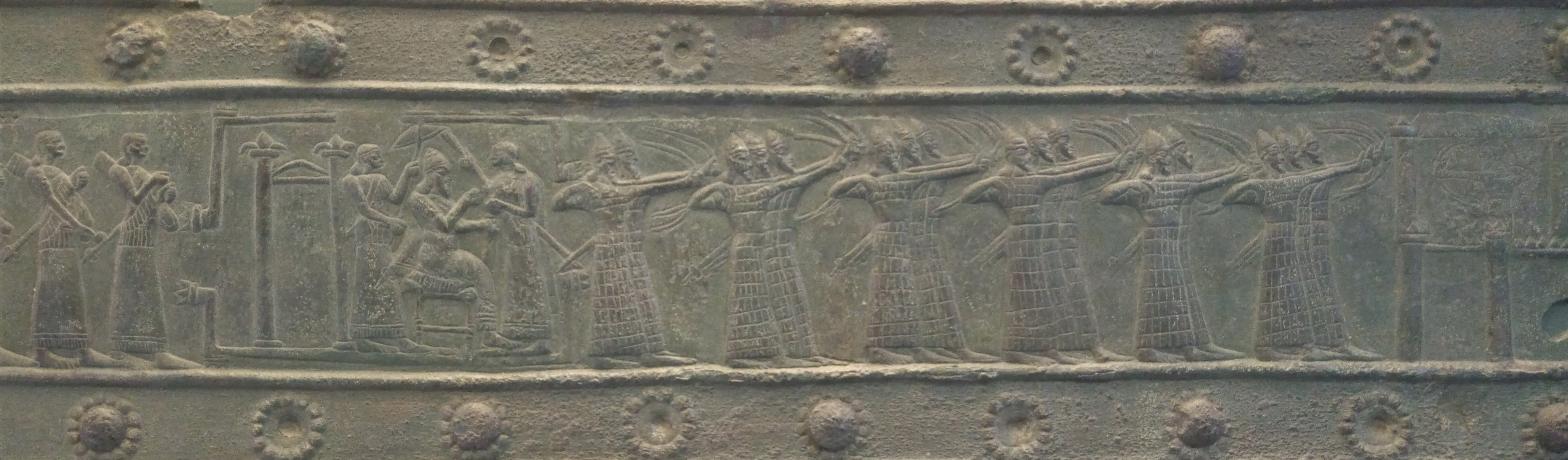
Le roi Salmanazar III observe des archers à l'assaut de la cité de Dabigu en Syrie du Nord, 858 av. J.-C.
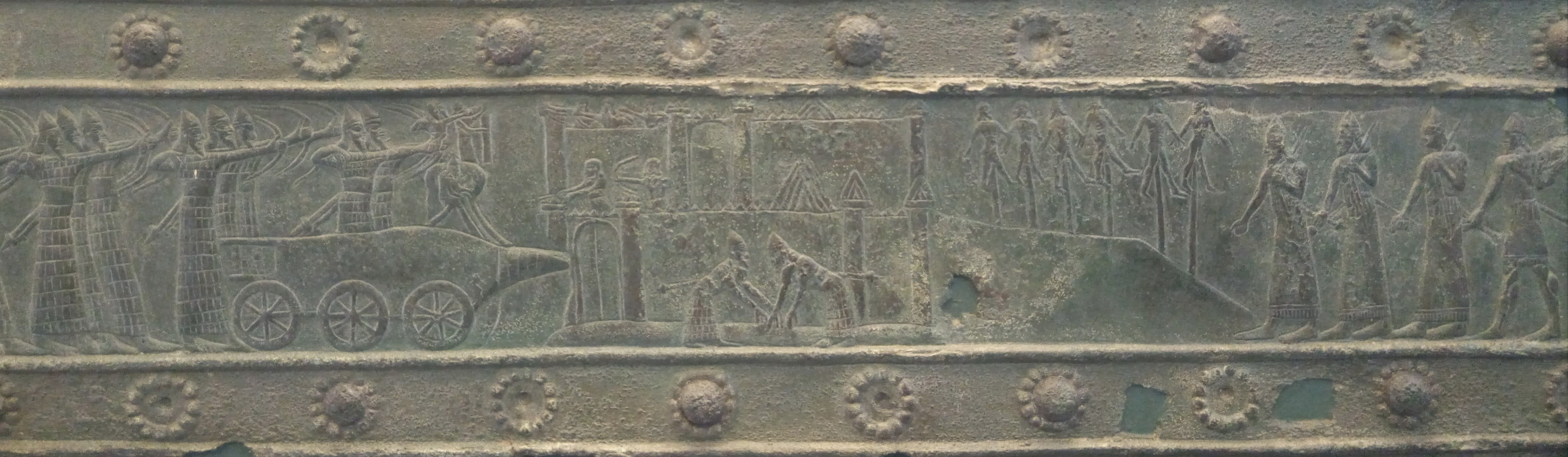
troupes assyriennes prenant une ville lors d'une campagne en Syrie du Nord, 858 av. J.-C. ; vaincus empalés devant les remparts de la cité.
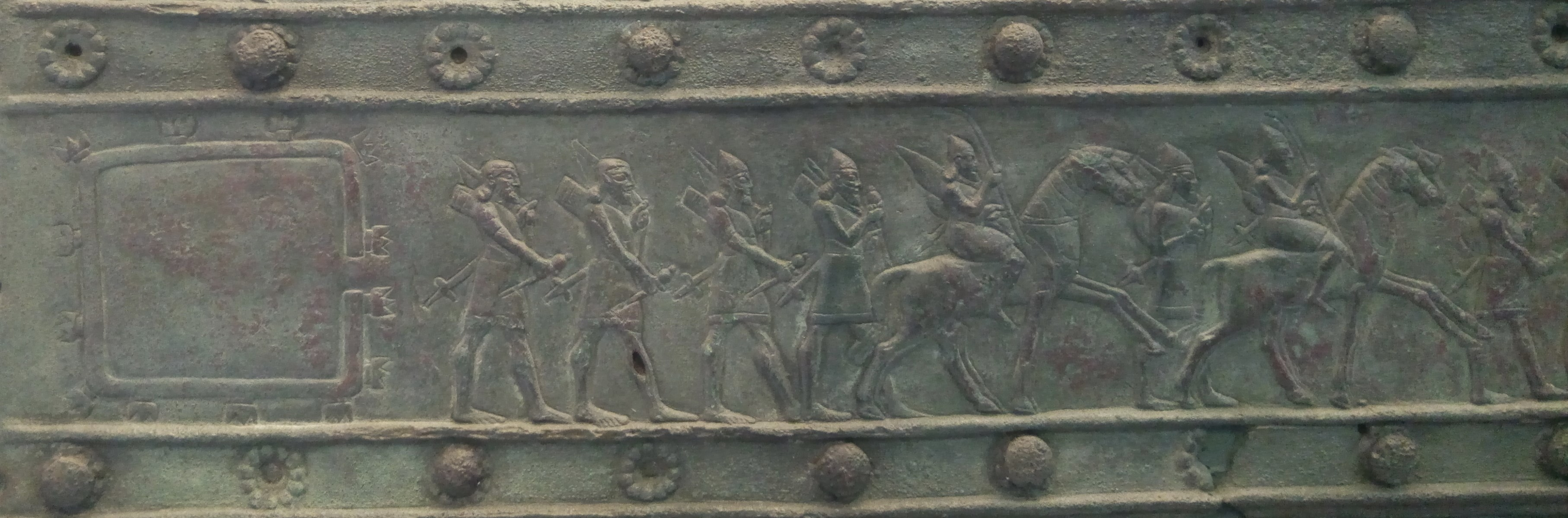
Départ du camp, campagne en Babylonie, 851 av. J.-C.
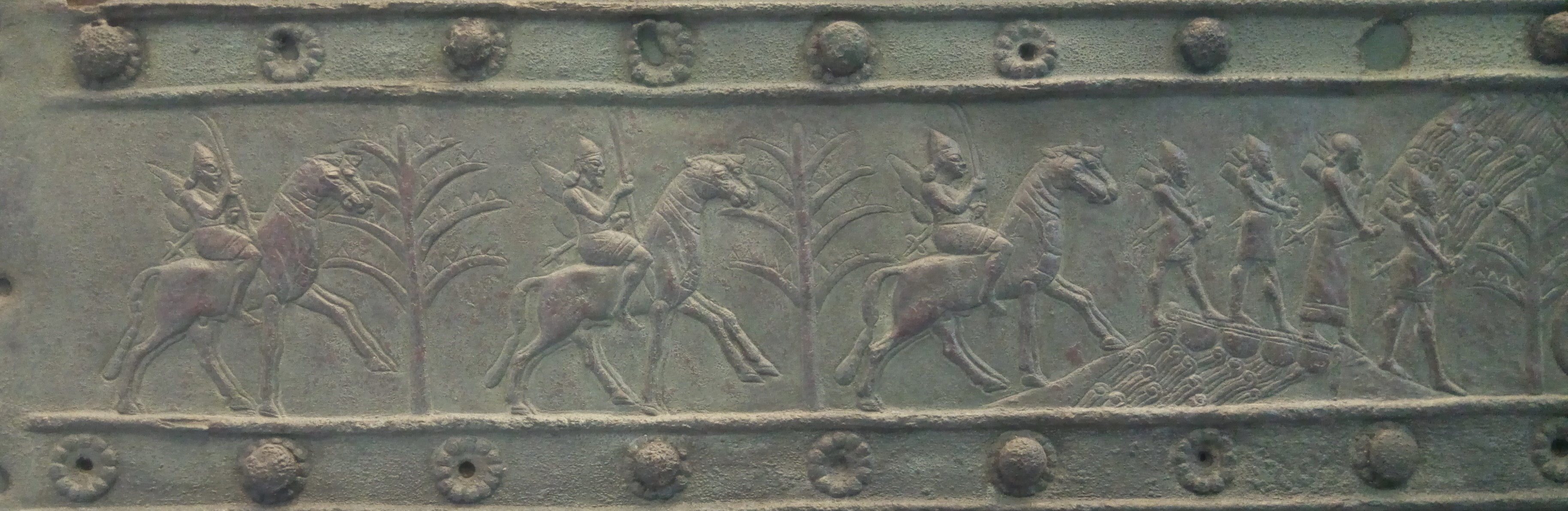
Cavaliers et fantassins, avec franchissement d'une rivière par un pont de bateaux, campagne en Babylonie.